# Fiat 241
Il Fiat 241 è un furgone di medie dimensioni prodotto dal 1965 al 1974 dalla FIAT.

## Contesto
La Fiat aveva già prodotto un piccolo autocarro, il 615, ma oramai il progetto era anziano.
Il 241 fu pensato come autocarro leggero e come furgone pesante al di sopra del 1100 T e del 238 (con cui condivideva la cabina e l'estetica. Il 238 è comunque identificabile da un muso più slanciato, con gli indicatori di direzione posti più vicino ai proiettori) con portata utile oltre i 1400 kg e disponibile in svariati allestimenti quali autocarro, furgone e chassis.
A differenza del 238, maggiormente diffuso nella versione chiusa, la versione più utilizzata fu quella del telaio "nudo" messo a disposizione degli allestitori che lo preparavano per svariati utilizzi specifici; tra i più diffusi quelli destinati ai mercati ambulanti.
Due le motorizzazioni: benzina (1438 cm³ OHV, derivato dal motore montato sulla 124 Special) e diesel (1901 cm³, lo stesso della Campagnola).
La trazione era posteriore, a differenza del 238 che era invece a trazione anteriore.
Venne sostituito nel 1974 dal Fiat 242.